# ديلان تومسون
ديلان تومسون (بالإنجليزية: Dylan Thompson) هو لاعب كرة قدم أمريكية أمريكي، ولد في 24 أكتوبر 1991 في بويلينغ سبرينغز في الولايات المتحدة.

## وصلات خارجية
- ديلان تومسون على موقع كلية كرة القدم في سبورتس رفرنس.كوم (الإنجليزية)